# Addition syn et anti
En chimie organique, les additions syn et  anti sont les différentes possibilités qu'ont deux substituants de s'additionner sur une liaison double ou une liaison triple.

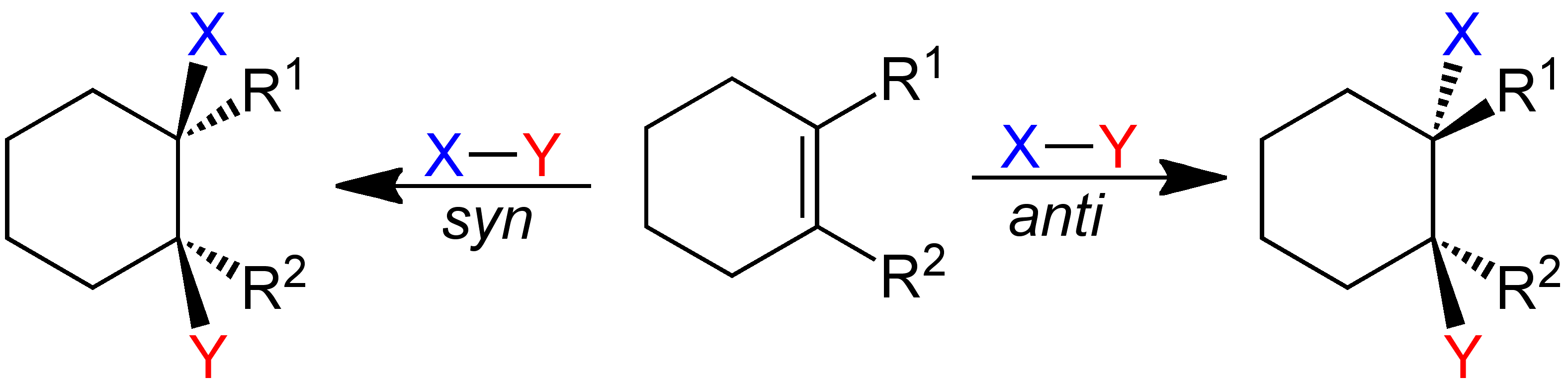
Addition syn ou anti sur une molécule de cyclohexène.

Une addition syn est l'addition des deux substituants du même côté de la liaison multiple, résultant en une réduction de l'ordre de liaison, mais une augmentation du nombre de substituants. En général, le substrat sera un alcène ou un alcyne. Un exemple d'addition syn est l'oxydation d'un alcène en diol par un oxydant adapté, tel que le tétroxyde d'osmium (OsO4) ou le permanganate de potassium (KMnO4) : on parle alors de « dihydroxylation. »
L'addition anti est l'opposé direct de l'addition syn. Tandis que dans une addition syn, les deux substituants s'additionnent sur les deux extrémités et du même côté de la liaison multiple, dans une addition anti, les deux substituants s'additionnent sur les deux extrémités et de part et d'autre de la liaison multiple. Dans les deux cas, il en résulte une réduction de l'ordre de liaison, mais d'une augmentation du nombre de substituants. Un exemple classique est la bromation (ou tout autre halogénation) des alcènes.
Suivant la nature du substrat pour lequel une liaison double est présente, l'addition peut avoir des effets différents sur la molécule. Dans le cas d'un alcène à chaîne linéaire, l'alcane produit de l'addition pourra rapidement avoir une libre rotation autour de sa liaison simple dans des conditions normales de température. En conséquence, dans ce cas, cette libre rotation efface toute différence entre une addition syn ou une addition anti. Ce n'est plus le cas si la molécule est chirale ou si une orientation absolue des substitutions doit être prise en compte, la stéréochimie sera alors différente suivant le type d'addition. Contrairement aux alcènes linéaires, les cycloalcènes ne permettent qu'une addition syn, avec les deux subsistants du même côté, le cycle empêchant toute rotation libre.
Les éliminations syn et anti sont les réactions inverses des additions syn et anti. Elles résultent en la formation d'une nouvelle liaison double, comme dans l'élimination Ei.